# Ano Hi Mita Hana no Namae o Bokutachi wa Mada Shiranai.
Ano Hi Mita Hana no Namae o Bokutachi wa Mada Shiranai. (яп. あの日見た花の名前を僕達はまだ知らない。 Ано хи мита хана но намаэ о бокутати ва мада сиранай, досл. «Мы так и не знаем названия цветка, что видели в тот день»), или просто Ano Hana (яп. あの花), — аниме-сериал, созданный студией A-1 Pictures под руководством режиссёра Тацуюки Нагаи. Его трансляция прошла в программном блоке noitaminA телекомпании Fuji TV в апреле-июне 2011 года.
Над сериалом Ano Hi Mita Hana no Namae o Bokutachi wa Mada Shiranai. работала та же команда, что и над «Торадора!»: помимо режиссёра Тацуюки Нагаи это сценарист Мари Окада и дизайнер персонажей Масаёси Танака.

## Сюжет
В детстве шестеро друзей были неразлучны, но трагическая смерть одной из них, Мэико, всё-таки разлучила их. Спустя годы их «лидер» Дзинтан внезапно стал видеть призрак Мэико. Она хочет, чтобы друзья исполнили её последнее желание, однако не помнит, каково оно.

## Персонажи
Дзинта Ядоми (яп. 宿海 仁太 Ядоми Дзинта) — единственный, кто видит Мэико. Жил затворнической жизнью, бросил школу и фактически стал хикикомори. Остро переживал смерть Мэико, так как сказал ей обидные слова, но не успел извиниться, влюблён в неё. Узнав о чувствах Наруко, ничего ей не ответил, но и не отказал. В конце сериала всё-таки вернулся в школу. Прозвище — Дзинтан.
Сэйю: Мию Ирино
Мэико Хомма (яп. 本間 芽衣子 Хомма Мэико) — девушка-призрак, смешанной русско-японской крови, которая умерла в детстве из-за трагической случайности. Старается видеть во всём положительные стороны. Несмотря на осознание собственной смерти, старается «жить» непринуждённо и жизнерадостно. Очень скучает по своей семье и друзьям. Утверждает, что не знает, какое желание нужно исполнить для того, чтобы она могла попасть на Небеса, хотя и догадывается о его значении. В конце сериала оставляет каждому из друзей листок с посланием, в которых говорится, за что она любит каждого из них, но к Дзинте она испытывает более глубокие чувства. Прозвище — Мэнма.
Сэйю: Аи Каяно
Ацуму Мацуюки (яп. 松雪 集 Мацуюки Ацуму) — юноша, влюблённый с детства в Мэико и очень тяжело переживающий её смерть. Завидует Дзинте, потому что только тот способен её видеть. Очень популярен среди девушек. Вследствие психологической травмы после смерти Мэико иногда переодевается в копию её платья и надевает парик. Предлагал Наруко встречаться (и не раз), также из всех друзей, с ней он лучше всего ладит. Прозвище — Юкиацу.
Сэйю: Такахиро Сакураи
Наруко Андзё (яп. 安城 鳴子 Андзё Наруко) — девушка, влюблённая с детства в Дзинту. Чувствует вину перед Мэико, так как в сущности она была рада её смерти, потому что знала, что Дзинта её любит. В конце сериала призналась, что помогала осуществить желание Мэико, только что бы та поскорее исчезла и оставила Дзинту ей. В одной из серий Цуруми сказала ей, что она «старается заменить Мэнму». Прозвище — Анару.
Сэйю: Харука Томацу
Тирико Цуруми (яп. 鶴見 知利子 Цуруми Тирико) — тихая и строгая девушка в очках, подруга Юкиацу (Мацуюки), тайно в него влюблённая. Внешне неприступна и холодна. Ею движет рациональный ум и спокойствие, лишь к концу сериала Цуруми начала открываться. Призналась Наруко, что всю жизнь ей завидовала, так как понимала, что даже если Мэико не станет, то на её пути к сердцу Юкиацу будет всё равно стоять именно она. Хранит заколку, которую Юкиацу хотел подарить Мэико в день её смерти, но выбросил. Прозвище — Цуруко.
Сэйю: Саори Хаями
Тэцудо Хисакава (яп. 久川 鉄道 Хисакава Тэцудо) — жизнерадостный и подвижный, он объездил весь мир и, казалось, единственный из всей компании, кто ничуть не изменился внутренне. Уважает Дзинту и по-прежнему считает его лидером. На самом деле за маской веселья на его лице скрывается боль — он видел саму смерть Мэико, и эта ноша тяжким грузом лежит на его плечах. Он также первый, кто поверил в то, что Дзинта видит Мэико, и вызвался помогать исполнить её желание. Прозвище — Поппо.
Сэйю: Такаюки Кондо

## Медиа-издания

### Аниме

#### Список серий
| № серии | Название                                                                       | Трансляция в Японии |
| ------- | ------------------------------------------------------------------------------ | ------------------- |
| 1       | Хранители мира «Тё: Хэйва Басута:дзу» (超平和バスターズ)                       | 15 апреля 2011 года |
| 2       | Герой Мэмма «Ю:ся Мэмма» (ゆうしゃめんま)                                      | 22 апреля 2011 года |
| 3       | Поиски Мэммы «Мэмма о Сагасо: но Кай» (めんまを探そうの会)                     | 29 апреля 2011 года |
| 4       | Белый сарафан с ленточкой «Сиро но Рибон но Вампи:су» (白のリボンのワンピース) | 6 мая 2011 года     |
| 5       | Тоннель «Тоннэру» (トンネル)                                                   | 13 мая 2011 года    |
| 6       | Забудь – не забудь «Васурэтэ Васурэнайдэ» (わすれてわすれないで)               | 20 мая 2011 года    |
| 7       | Настоящее желание «Хонто но Онэгай» (ほんとのお願い)                           | 27 мая 2011 года    |
| 8       | Если бы «Ай Ванда:» (I wonder)                                                 | 3 июня 2011 года    |
| 9       | Мэмма и все «Минна то Мэмма» (みんなとめんま)                                  | 10 июня 2011 года   |
| 10      | Фейерверк «Ханаби» (花火)                                                      | 17 июня 2011 года   |
| 11      | Цветок, что распустился этим летом «Ано Нацу ни Саку Хана» (あの夏に咲く花)    | 24 июня 2011 года   |

#### Музыка
- Открывающая композиция:

Aoi Shiori (яп. 青い栞) исполняет Galileo Galilei
- Закрывающая композиция:

Secret Base — Kimi ga Kureta Mono (10 years after Ver.) (яп. secret base 〜君がくれたもの〜 [10 years after Ver.]) исполняют Аи Каяно, Харука Томацу, Саори Хаями
- Тематическая композиция из фильма:

Circle Game (яп. サークルゲーム) исполняет Galileo Galilei